# Nilüfer Yumlu
Nilüfer Yumlu (Istanbul, 31 maggio 1955) è una cantante turca di genere pop.
Attiva fin dal 1972, ha pubblicato numerosi album.
Nel 1976 l'artista ha pubblicato nel suo album Selam Söyle una cover della canzone La scala buia, interpretata originariamente da Mina, con il titolo tradotto in Baştan Anlat.
Nilüfer Yumlu ha rappresentato la Turchia all'Eurovision Song Contest 1978, presentando il brano Sevince insieme ai Nazar.

## Discografia

### Album
- 1974 - Nilüfer '74
- 1976 - Selam Söyle
- 1978 - Müzik
- 1979 - 15 Şarkı
- 1979 - Nilüfer '79
- 1980 - Nilüfer '80
- 1982 - Sensiz Olmaz
- 1984 - Nilüfer '84
- 1985 - Bir Selam Yeter
- 1987 - Geceler
- 1988 - Esmer Günler
- 1990 - Sen Mühimsin
- 1992 - Yine Yeni Yeniden
- 1994 - Ne Masal Ne Rüya
- 1996 - Nilüferle
- 1998 - Yeniden Yetmişe
- 2001 - Büyük Aşkım
- 2003 - Gözünaydın-Olur mu? Olur mu?
- 2004 - Sürprizler
- 2005 - Karar Verdim
- 2006 - Karar Verdim + 3 Remiks
- 2009 - Hayal